# Molophilus politonigrus
Molophilus politonigrus là một loài ruồi trong họ Limoniidae. Chúng phân bố ở miền Cổ bắc.